# Stuart (Oklahoma)
Stuart és un poble dels Estats Units a l'estat d'Oklahoma. Segons el cens del 2000 tenia 220 habitants.

## Demografia
Segons el cens del 2000, Stuart tenia 220 habitants, 92 habitatges, i 65 famílies. La densitat de població era de 303,4 habitants per km².
Dels 92 habitatges en un 31,5% hi vivien nens de menys de 18 anys, en un 60,9% hi vivien parelles casades, en un 7,6% dones solteres, i en un 29,3% no eren unitats familiars. En el 29,3% dels habitatges hi vivien persones soles el 16,3% de les quals corresponia a persones de 65 anys o més que vivien soles. El nombre mitjà de persones vivint en cada habitatge era de 2,39 i el nombre mitjà de persones que vivien en cada família era de 2,95.
Per edats la població es repartia de la següent manera: un 23,6% tenia menys de 18 anys, un 8,6% entre 18 i 24, un 25,9% entre 25 i 44, un 18,2% de 45 a 60 i un 23,6% 65 anys o més.
L'edat mediana era de 40 anys. Per cada 100 dones de 18 o més anys hi havia 97,6 homes.
La renda mediana per habitatge era de 22.222 $ i la renda mediana per família de 29.375 $. Els homes tenien una renda mediana de 22.250 $ mentre que les dones 21.250 $. La renda per capita de la població era d'11.569 $. Entorn del 18,8% de les famílies i el 20,5% de la població estaven per davall del llindar de pobresa.

## Poblacions més properes
El següent diagrama mostra les poblacions més properes.